# Florentí Duran Benito
Florentí Duran Benito (Sabadell, 24 d'octubre de 1892 - 24 d'octubre de 1959) va ser un pintor català del qual es conserva molt poca informació.
És un dels artistes que es van incloure a l'Almanac de les Arts publicat a Sabadell el 1924, en el qual es reproduïa en color una vista d'un carrer de Montcada. Així mateix, va ser un dels impulsors i presidents de l'entitat Ars Studio de Sabadell (1935), creada pels artistes de la ciutat que protestaven contra la negativa de l'Acadèmia de Belles Arts de Sabadell de fer classes de nu amb models en viu. L’any 1909 Florentí Duran ja havia viscut una negativa similar de l’Acadèmia de Belles Arts de Sabadell, que també va provocar que els artistes més joves creessin l’Associació Artística. Es dedicà bàsicament al paisatge i abandonà la pintura per dedicar-se a la indústria familiar.
Consta com un dels participants de l'exposició que l'any 1915 va organitzar l'Acadèmia de Belles Arts de Sabadell en l'antic teatre de la Lliga Regionalista de la ciutat. Igualment, apareix entre els expositors de fotografies de l'any 1923 a l'Acadèmia de Belles Arts de Sabadell.
El Museu d’Art de Sabadell conserva una obra d’aquest pintor.